# Anthurium magdae
Anthurium magdae är en kallaväxtart som beskrevs av Thomas Bernard Croat och Lingán. Anthurium magdae ingår i släktet Anthurium och familjen kallaväxter. Inga underarter finns listade.